# FC Nordstern Basel
Der FC Nordstern Basel ist ein Schweizer Fussballverein.

## Geschichte
Er wurde am 21. März 1901 gegründet. 1903 erfolgte die Aufnahme in den Schweizerischen Fussball-Verband.
1908 wurde der FC Nordstern Serie-B-Meister der Zentralschweiz. 1910 wurden die Young Fellows Basel angeschlossen. 1924, im Jahre der Einweihung des Stadions, des Rankhofs, sicherte sich die erste Mannschaft unter Trainer Izidor "Dori" Kürschner den Aufstieg und die Junioren den Titel eines Meisters der Zentralschweiz. 1935 gelang dem Verein erstmals der Einzug in den Cupfinal. Dies verloren die Basler jedoch 0:10 gegen Lausanne. Ein weiteres Mal stand der Verein 1939 im Cupfinal, jedoch verlor er auch dieses Spiel gegen Lausanne (0:2).
1923, 1927 und 1928 wurde der FC Nordstern Vizemeister der Schweiz.
12 Spieler des FC Nordstern spielten im Laufe der Jahre für die Schweizer Nationalmannschaft. Im Stadion des FC Nordstern wurden 13 Länderspiele ausgetragen.
Von 1966 bis 1968 spielte und trainierte der spätere "Weltenbummler" Otto Pfister beim FC Nordstern.
Zum 75-jährigen Jubiläum spielte man 1976 gegen Sheffield Wednesday auf dem Rankhof.
Von der Gründung bis heute hat der FC Nordstern für insgesamt 35 Spielzeiten in der jeweils höchsten Schweizer Fussballliga gespielt. (1911-1943; 1978/79 und 1980-1982)
Der FC Nordstern Basel liegt derzeit auf dem 20. Rang der ewigen Tabelle der Super League.
Aktuell spielt der Verein in der 3. Liga.

## Personen
Herausragende Spieler und Trainer
Einige wenige Spieler und Trainer des FC Nordstern gelten bei den Anhängern infolge ihrer grossen Verdienste für den Verein als unvergesslich, zum Teil auch Jahrzehnte nach Karriereende. Einen besonderen Status haben deswegen beispielsweise:
- Friedrich Bollinger (Spieler 1914)
- Zvezdan Čebinac (Spielertrainer 1972–1975, Trainer 1975–1980)
- Breel Embolo (Spieler 2006–2008)
- Izidor Kürschner (Trainer 1923–1924)
- Otto Pfister (Trainer 1966–1968)
- Peter Wenger (Spieler 1974–1979)
- Ruedi Zbinden (Spieler 1978–1982)